# Peugeot 305
 (mai 2023).
Si vous disposez d'ouvrages ou d'articles de référence ou si vous connaissez des sites web de qualité traitant du thème abordé ici, merci de compléter l'article en donnant les références utiles à sa vérifiabilité et en les liant à la section « Notes et références ».
La Peugeot 305 est une automobile familiale produite par le constructeur automobile Peugeot de 1977 à 1988 à Sochaux (Doubs).
Elle a été commercialisée en Europe au cours de l'année 1977 et succède à la 304.
Ses principales concurrentes sont les Simca 1307/1308, puis la Talbot 1510 et Talbot Solara, la Renault 18, la Citroën GS/GSA, puis la Citroën BX, mais aussi à l'étranger, la Ford Taunus, l'Opel Ascona et la Fiat 131.
Elle a été suppléée en 1985 par la 309 et remplacée en 1987 par la 405.

## Historique
Au lancement, la 305 berline essence est disponible en 7 CV (versions GL et GR) et en 8 CV (SR). Cette différenciation découlait des niveaux de finitions mais plus encore des moteurs utilisés (XL5 et XR5). Plus tard, la version Diesel sera basée quant à elle sur un unique moteur, le XID, également issu de la 304.
En vue de remplacer les 504 en rallye, une étude d'une 305 à propulsion équipée d'un moteur V6 est lancée au deuxième trimestre 1980. Le moteur est de 2 849 cm3 et sa puissance est annoncée à 250 ch. C'est Heuliez qui étudiera la carrosserie. Mais le moteur, lourd et encombrant, finira par laisser sa place à un moteur quatre cylindres sur le prototype "305 RALLY".
La situation financière du groupe PSA au début des années 80 mettra fin au projet. Cependant, les acquis de ces études seront ensuite repris pour le développement de la 205 Turbo 16.
La berline 305 a aussi servi de base au prototype aérodynamique "VERA" dévoilé en 1981 qui a influencé les modifications apportées à la 305 Série 2 en juillet 1982 : calandre, phares, pare-chocs, gouttières, roues, becquet et feux arrière, puis à un prototype "VERA 2" identique en présentation mais équipé d'un turbodiesel de 1 362 cm3 et 62 ch à haut rendement et faible consommation (développé à partir du moteur XY des Peugeot 104), et avec lequel le directeur de l'Auto Journal réalisera un trajet Paris-Pau par route nationale en affichant une consommation moyenne de 2,53 l/100 km.
Sur la Série 2, la planche de bord et les contreportes sont aussi nouvelles. L'arrivée des 305 Série 2 est l'occasion d'élargir la gamme, de développer les équipements proposés (velours sur GTX et même le cuir en option, direction assistée, climatisation, etc.), et de proposer des moteurs de 6 à 9 CV. Ces nouveaux blocs essence et Diesel (séries XU et XUD qui équiperont les 205, 309, 405, Citroën ZX et BX notamment) participeront au maintien de la 305 durant le reste de sa carrière. Ils complèteront puis remplaceront les vieux blocs issus de l'époque des 204 et 304.
Malgré une cure de jouvence apportée par le restylage de 1982 et des motorisations enfin à la hauteur avec les blocs XU, l'arrivée de nouvelles concurrentes comme la Citroën BX, le lancement de la Peugeot 309 qui possédait un hayon, ne permettront pas aux ventes de la 305 de décoller. Progressivement, et notamment avec l'arrivée de sa remplaçante, la 405, les gammes se réduiront. La production de la berline cesse en 1988, celle du break cinq portes en 1989, et finalement la version commerciale en 1990.

## Carrosseries
La 305 a été disponible avec deux carrosseries : une berline quatre portes et un break cinq portes. Ce dernier présente la particularité de posséder une banquette arrière rabattable par moitié.
Dès la mise sur le marché du break cinq portes, une déclinaison utilitaire (disponible avec une cellule arrière tôlée ou semi vitrée) a été proposée.
Le break a d'abord reçu un train arrière dérivé de celui de la Citroën GS où les sphères sont remplacées par des ensembles ressorts-amortisseurs, puis un second train arrière renforcé sera adopté et  repris sur le   Citroën C15.
Les Peugeot 205, 309, 405 et 306 seront équipés d'un train arrière à barres de torsions.

## Motorisations
- Essence :

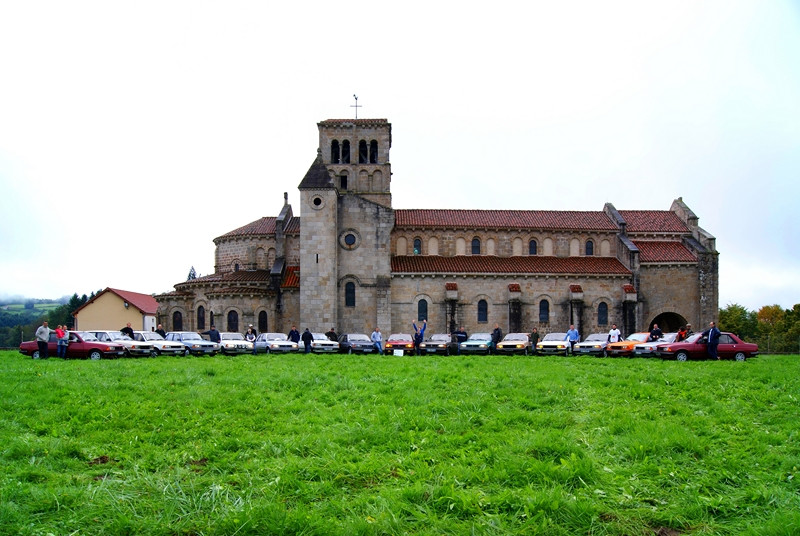

Série 1 : 1 290 cm3 65 ch (XL5), 1 472 cm3 74 et 89 ch (XR5 et XR5S) (version 305 S), issus de la 304.
Série 2 : le 1,5 l 89 ch est remplacé par le nouveau moteur XU5S 1 580 cm3 de 94 ch (carburateur Solex 32/34Z1), entièrement en aluminium, avec boîte de vitesses accolée, version 305 GT. Pour 1985, le XU9S 1 905 cm3 105 ch (carburateur double corps Solex 34/34 Z1), aussi monté sur la Citroën BX 19 GT, apparaît dans les versions 305 GT et GTX. En 1986, le XU51C 80 ch (carburateur simple corps Weber 36 TLP 1/100 simple corps inversé) prend la suite de l'ancien 1,5 l de 74 ch.
- Diesel :

Série 1 : 1 548 cm3 49 ch (moteur XID).
Série 2 : le nouveau moteur XUD9 (bloc en fonte) 1 905 cm3 de 65 ch, lancé sur la Talbot Horizon, remplace le 1,5 l (N.B. : le "XUD9" a servi de base au moteur à essence XU9).

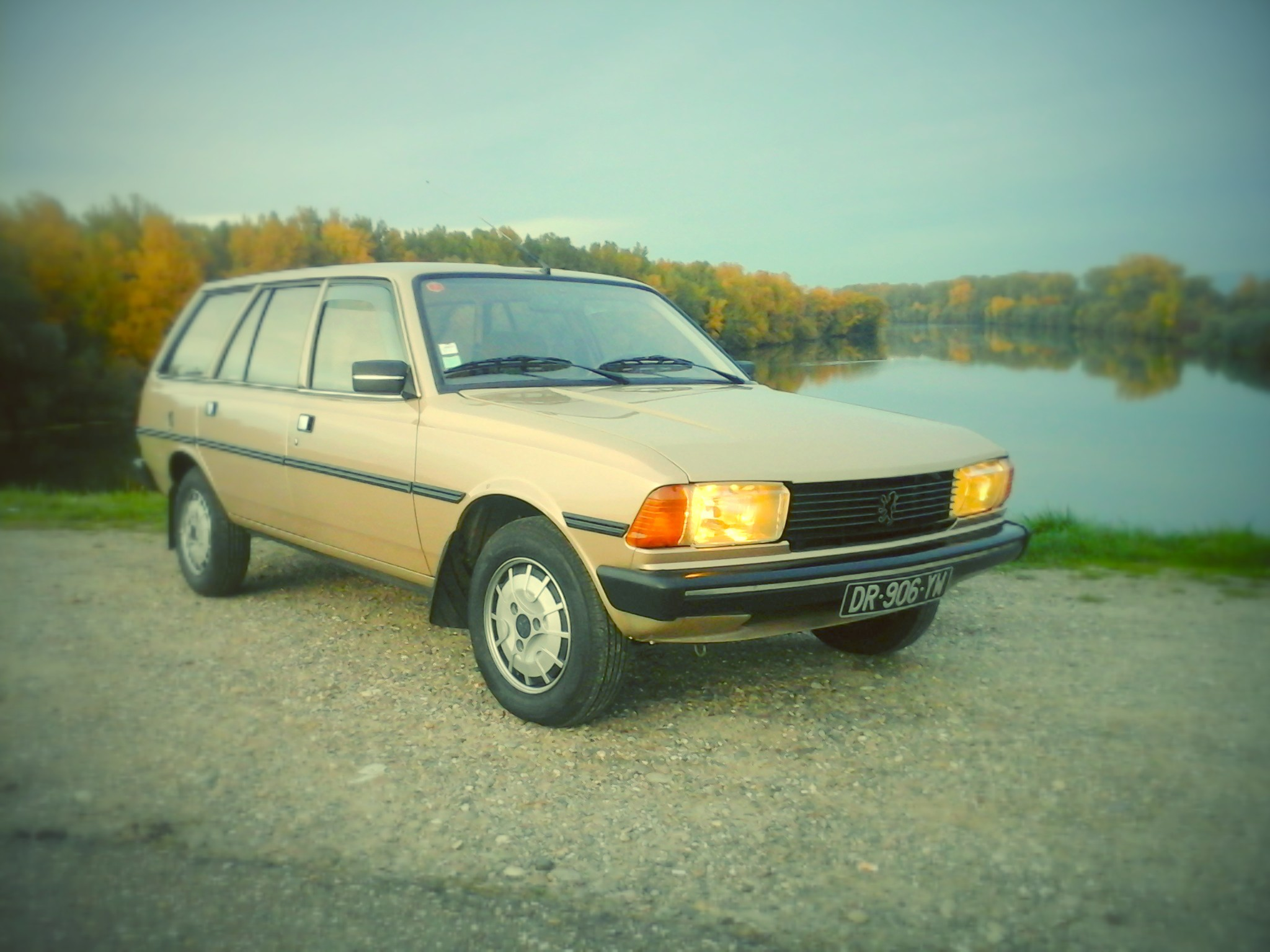
305 série 1 break GL
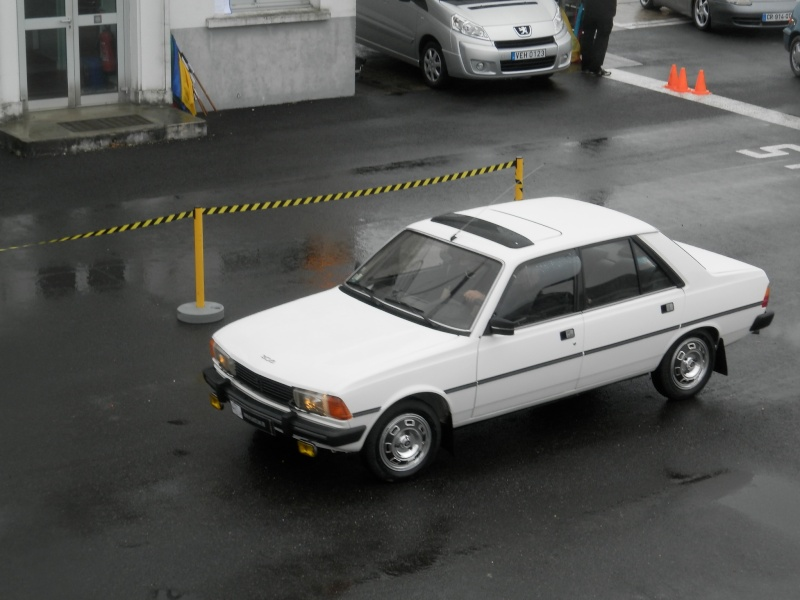
305 série 1 berline
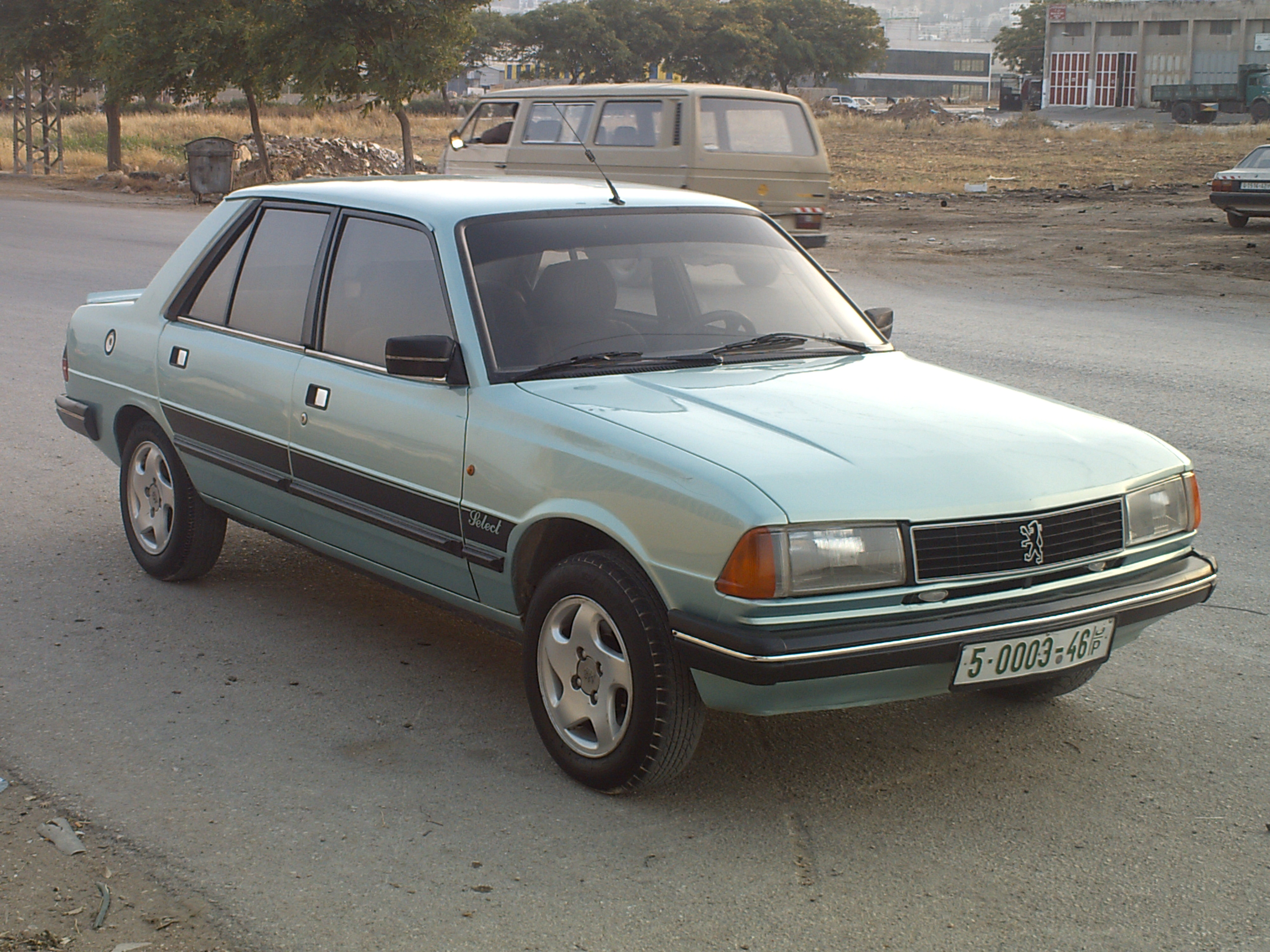
305 série 2 berline
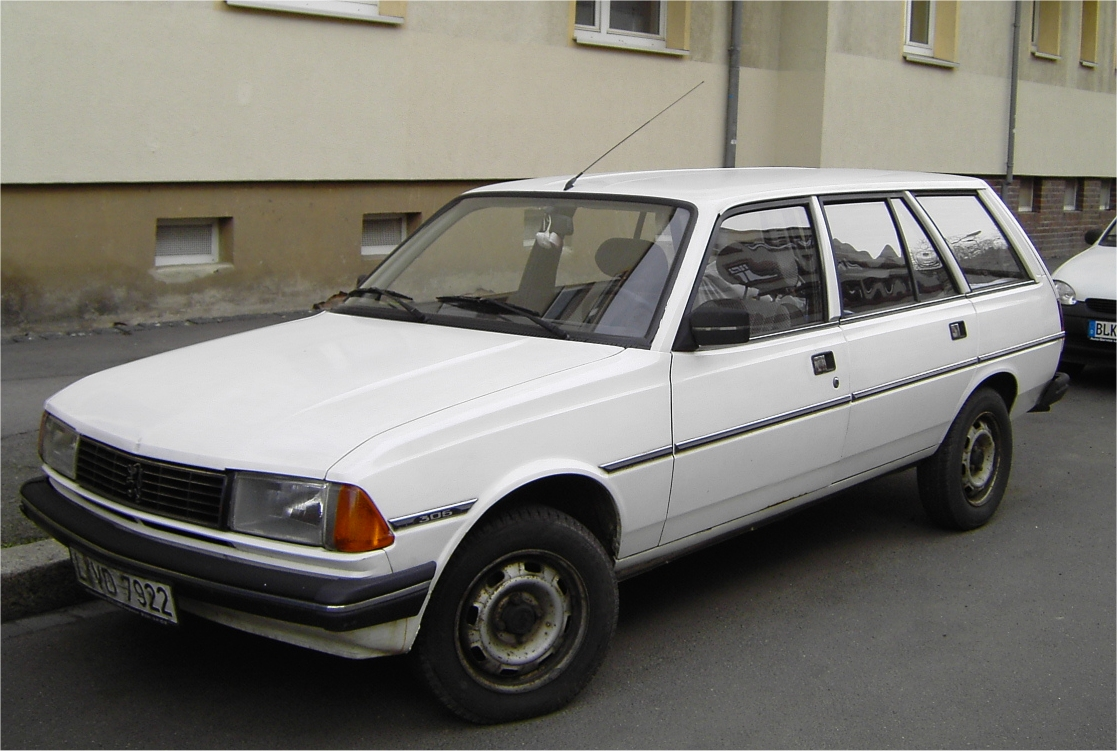
305 série 2 break
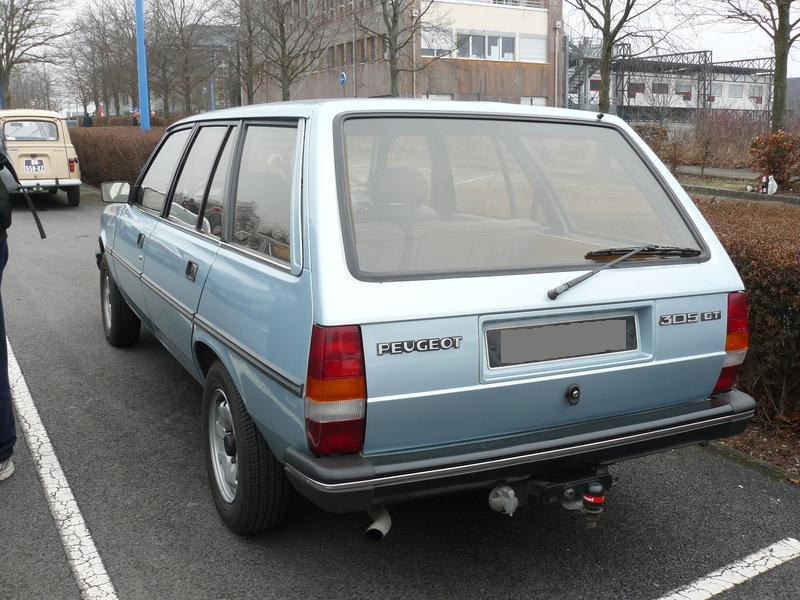
305 série 2 break
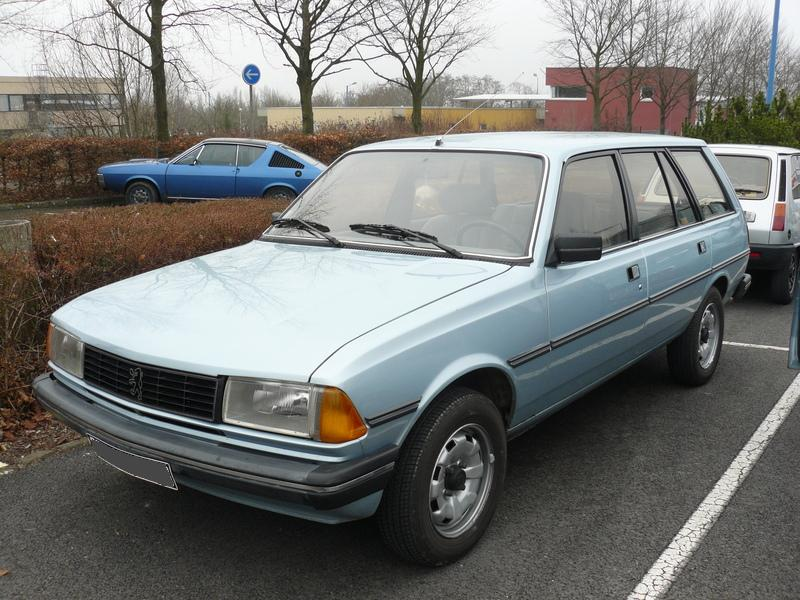
305 série 2 break GT
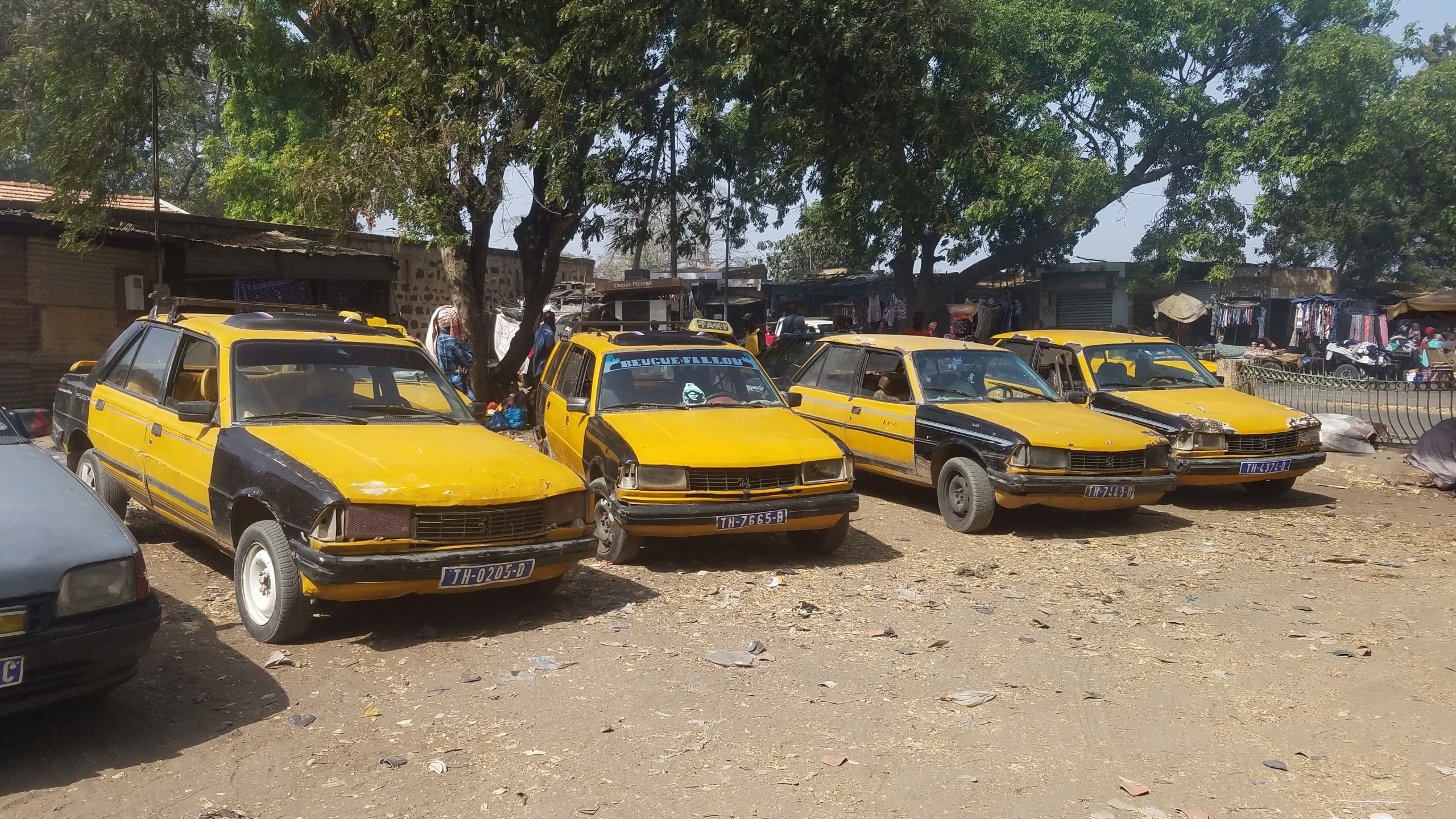
305 série 2 Taxi (Thiès, Sénégal)

## Versions
- Base (série 1 et 2)
- GL (économique, série 1 et 2)
- GR (intermédiaire, série 1 et 2)
- GLS (version « fin de vie », série 2)
- SR (confort, série 1 et 2)
- Automatic (moteur XU5 puis XU9, série 2)
- S (89 ch, série 1)
- GT (94 ch moteur XU5S puis XU92C à boîte de vitesses dite longue, série 2, millésimes 1983 à 1986. A aussi existé en 1 905 cm3 et 105 ch)
- GTX (1,9 litre 105 ch moteur XU9S puis XU92C, série 2, millésimes 1985 à 1987)
- GLD (Diesel, série 1 et 2)
- GRD (Diesel, série 1)
- GLSD (Diesel, version « fin de vie », série 2)
- SRD (Diesel, série 1 et 2)
- Team (89 ch, série spéciale, série 1)
- S5 (94 ch, série spéciale, équipement GR, série 2)
- EXL (série spéciale, équipement GL, série 2)
- Versions export : 305 GL RUBIN (série 1 moteur GL, toit ouvrant, intérieur et jantes de SR, baguettes de tour de caisse et stickers d'ailes) et 305 JUWEL (série 1 moteur 305 S, sellerie velours avec appui-têtes inclinables, toit ouvrant électrique et bavettes) pour l'Allemagne; 305 GT "SPORT SUISSE" (base GT, spoiler, décorations latérales, jantes alliage); 305 SR "SALON" aux pays bas (série 1 base SR équipée de nombreux accessoires à caractère sportif)

## Ventes
Les ventes de la 305 ont été importantes en France et dans bien d'autres pays, excepté en Grande-Bretagne, où Peugeot les considéra décevantes. Il s'en est vendu plus de 1,6 million au total.

## Lieu et chiffres de production
Les modèles de Peugeot 305 ont été produites à Sochaux, France entre 1977 et 1990. La répartition de la production selon le type de carrosserie serait de 1 312 227 berlines, 250 723 breaks et 86 413 fourgonnettes. Le total fait apparaître une différence de 187 voitures par rapport au total officiel par année qui pourrait s'agir de modèles de présérie.
Des kits CKD furent expédiés vers le Chili pour assemblage par la Franco Chilena S.A., dans la ville de Los Andes.

### Chiffres de production
| Année | Nombre d’exemplaires |
| 1977  | 10 097               |
| 1978  | 169 534              |
| 1979  | 245 716              |
| 1980  | 201 459              |
| 1981  | 189 934              |
| 1982  | 198 461              |
| 1983  | 198 298              |
| 1984  | 155 665              |
| 1985  | 118 237              |
| 1986  | 75 850               |
| 1987  | 47 755               |
| 1988  | 24 248               |
| 1989  | 9 740                |
| 1990  | 4182                 |
| Total | 1 649 176            |

Les chiffres indiqués sont toutes carrosseries confondues (berline, break et fourgonnette).